# BELOVED MEMORIES
『BELOVED MEMORIES』（ビーラブド・メモリーズ）は2015年4月13日未明から2020年3月27日までインターネット配信を行っていたラジオ番組。
パーソナリティは田丸篤志、内田雄馬。

## 番組概要
パーソナリティの田丸と内田が「最愛なるあなたのどんな心の隙間でも埋めるスペシャルソムリエとなり、満たされない日々から解き放ち、素敵な思い出を紡いでいく番組」である。

### 配信時間（放送時間）
|                                                        | 配信局（放送局）                                    | 配信時間（放送時間） | 過去の配信時間変遷 ※備考 |
| ------------------------------------------------------ | --------------------------------------------------- | --- | --- |
| 本配信                                                 |                                                     | | |
| ニコニコ動画 シーサイドチャンネル                      | 毎週金曜 20:00更新 （2020年1月3日 - 2020年3月27日） | | |
| YouTube シーサイド・コミュニケーションズ公式チャンネル | 毎週金曜 20:00更新 （2020年1月3日 - 2020年3月27日） | | |
| 超!A&G+                                                | 配信終了                                            | - 毎週月曜（日曜深夜）0:30 - 1:00 （2015年4月13日 - 2015年7月6日） - 毎週土曜（金曜深夜）2:00 - 2:30 （2015年7月11日 - 2019年12月28日） | |
| ニコニコ生放送                                         | ニコニコ生放送 シーサイドチャンネル                 | 不定期月曜 20:30より （2017年1月2日 - ）                                                                                                | - 不定期月曜 20:00より （2016年7月4日 - 12月26日） ※ 有料動画パートがある場合に不定期で生配信 ※ 配信構成：その週の本配信 + 有料動画 |
| アーカイブ配信                                         | ニコニコ動画 シーサイドチャンネル                   | 毎週金曜 20:00更新 （2020年1月3日 - 2020年3月27日） ※本配信と同じ                                                                       | - 毎週月曜 15:00更新 （2016年4月4日 - 6月27日） - 毎週月曜 20:00更新 （2016年7月4日 - 12月26日） - 毎週月曜 20:30更新 （2017年1月2日 - 2019年12月30日） ※ ニコ生があった週はニコ生配信終了後に更新 ※ 有料動画はタイムシフト期間終了後に有料更新 |
| アーカイブ配信                                         | 番組公式サイト                                      | 配信終了 | - 毎週火曜 午後更新（1週間） （2015年4月14日 - 7月7日） - 毎週月曜 午後更新（1週間） （2015年7月13日 - 2016年3月28日） |
| アーカイブ配信                                         | インターネットラジオ配信 別冊ラジ関                 | 配信終了 | - 毎週火曜 夕方更新（1週間） （2017年1月3日 - 10月31日） ※ ネット局であるラジオ関西のインターネット配信 |
| ネット局放送                                           | ラジオ関西 アニたまどっとコム                       | 放送終了 | - 毎週月曜（日曜深夜）1:00 - 1:30 （2017年1月2日 - 2018年10月1日） - 毎週金曜（木曜深夜）0:30 - 1:00 （2018年10月5日 - 2019年3月29日） - 毎週日曜（土曜深夜）2:00 - 2:30 （2019年4月7日 - 2019年6月30日）                                       |

## パーソナリティ
- 田丸篤志（愛称：田丸氏、たまるうじ、うじ、まる）
- 内田雄馬（愛称：雄馬、ゆうまたそ、たそ）

## コーナー
メール紹介
リスナーから送られてきた番組の感想・質問を紹介するコーナー。
笑顔を取り戻せ！
何でもない言葉を指定された形に変化させる言葉遊びのコーナー。
寄り添うことば
寂しい気持ちになったシチュエーションを募集し、2人が再現しつつ、最後に癒しの言葉で励ますコーナー。

## 番組用語
チンチーノ
番組開始の挨拶。第五回放送のコーナー内で田丸が「ペペロンチーノ」をもじって生まれた言葉。
パイナーラ
番組終了の挨拶。番組挨拶が「チンチーノ」になった事を受けて、内田が「カルボナーラ」をもじって作った言葉。
チンチーノ・チンチーナ
番組リスナーの総称。リスナー発案によるもので、男性リスナーを「チンチーノ」女性リスナーを「チンチーナ」と呼称する。
「チンタマー」という総称もまれに使用される。

## イベント
※太字は番組単独イベント
| 開催日   | イベント名                                          | 会場                          | 備考                                                                                   |
| 2015年   | 2015年                                              | 2015年                        | 2015年                                                                                 |
| -------- | --------------------------------------------------- | ----------------------------- | -------------------------------------------------------------------------------------- |
| 12月27日 | SEASIDE LIVE FES 2015                               | パシフィコ横浜国立大ホール    | シーサイド・コミュニケーションズ制作の5番組による合同イベント                          |
| 2016年   |                                                     |                               |                                                                                        |
| 2月14日  | SEASIDE WINTER FESTIVAL 2016                        | 中野サンプラザ                | シーサイド・コミュニケーションズ制作の6番組による合同イベント                          |
| 3月6日   | BELOVED MEMORIES 〜癒しのセレナーデ〜               | 科学技術館サイエンスホール    | 番組初の単独イベント                                                                   |
| 11月13日 | BELOVED MEMORIES〜木漏れ日の輪舞曲〜                | 科学技術館サイエンスホール    |                                                                                        |
| 12月11日 | SEASIDE LIVE FES 2016                               | 舞浜アンフィシアター          | シーサイド・コミュニケーションズ制作の5番組による合同イベント 12月10日には前日祭を開催 |
| 2017年   |                                                     |                               |                                                                                        |
| 7月23日  | BELOVED MEMORIES〜彩虹のフェイク〜                  | 科学技術館サイエンスホール    |                                                                                        |
| 9月10日  | SEASIDE SUMMER FESTIVAL 2017 in OSAKA               | なんばHatch                   | シーサイド・コミュニケーションズ制作の8番組による合同イベント                          |
| 12月10日 | SEASIDE LIVE FES 2017                               | 舞浜アンフィシアター          | シーサイド・コミュニケーションズ制作の5番組による合同イベント 12月9日には前日祭を開催  |
| 2018年   |                                                     |                               |                                                                                        |
| 1月28日  | BELOVED MEMORIES 1st MEMORIES〜Pleasure〜           | 新宿FACE                      | 番組初の単独ライブ                                                                     |
| 2月25日  | SEASIDE WINTER FESTIVAL 2018                        | 中野サンプラザ                | シーサイド・コミュニケーションズ制作の6番組による合同イベント                          |
| 2020年   |                                                     |                               |                                                                                        |
| 4月26日  | BELOVED MEMORIES〜FINAL MEMORIES〜                  | 三郷市文化会館（埼玉県）      | 本来は番組最終イベントとなるはずだったが コロナ禍のため、中止                          |
| 2025年   |                                                     |                               |                                                                                        |
| 4月13日  | BELOVED MEMORIES 10th MEMORIES 〜必然のダ・カーポ〜 | 昭和大学上條記念館 上條ホール | 番組10周年記念イベント                                                                 |

## 関連商品
※公式ネットショップは『シーサイドSHOP（BELOVED MEMORIES）』を参照。

### CD・DVD
| 販売日   | タイトル名                                                    | 備考                                                                  |        |
| 2015年   | 2015年                                                        | 2015年                                                                | 2015年 |
| -------- | ------------------------------------------------------------- | --------------------------------------------------------------------- | ------ |
| 12月4日  | BELOVED MEMORIES MUSIC FLAVORS〜SEASIDE LIVE FES 2015〜       | オーディオCD（楽曲5曲）+ MP3CD（過去放送第1回 - 第8回）               |        |
| 12月27日 | BELOVED MEMORIES DJCD vol.1〜チンチーノ川越 パイナーラ埼玉〜  | オーディオCD（新規収録） + MP3CD（過去放送第9回 - 第21回）+ 特典DVD   |        |
| 12月27日 | BELOVED MEMORIES カウントダウンCD（2015→2016）                | 番組とともにカウントダウンをして年越しを迎えることが出来るCD          |        |
| 2016年   |                                                               |                                                                       |        |
| 8月26日  | BELOVED MEMORIES DJCD vol.2誠に生きる男達〜京都・はんなり編〜 | オーディオCD（新規収録） + MP3CD（過去放送第22回 - 第34回）+ 特典DVD  |        |
| 8月26日  | BELOVED MEMORIES DJCD vol.3〜神戸・ヴァージンナイト〜         | オーディオCD（新規収録） + MP3CD（過去放送第35回 - 第47回）+ 特典DVD  |        |
| 11月5日  | BELOVED MEMORIES MUSIC HOURS〜SEASIDE LIVE FES 2016〜         | オーディオCD（楽曲5曲）+ MP3CD（過去放送第48回 - 第55回）             |        |
| 12月24日 | BELOVED MEMORIES カウントダウンCD2016                         | 番組とともにカウントダウンをして年越しを迎えることが出来るCD          |        |
| 2017年   |                                                               |                                                                       |        |
| 3月25日  | BELOVED MEMORIES DJCD vol.4〜階段の向こう側へin熊本〜         | オーディオCD（新規収録） + MP3CD（過去放送第56回 - 第68回）+ 特典DVD  |        |
| 3月25日  | BELOVED MEMORIES DJCD vol.5〜僕、好きなんです宮崎〜           | オーディオCD（新規収録） + MP3CD（過去放送第69回 - 第81回）+ 特典DVD  |        |
| 8月11日  | BELOVED MEMORIES 夏コミスペシャルトークCD 2017                | スペシャルトークCD                                                    |        |
| 10月4日  | BELOVED MEMORIES DJCD vol.6〜福招く島々〜                     | オーディオCD（新規収録） + MP3CD（過去放送第82回 - 第94回）+ 特典DVD  |        |
| 10月4日  | BELOVED MEMORIES DJCD vol.7〜栃木エンジョイ大作戦！〜         | オーディオCD（新規収録） + MP3CD（過去放送第95回 - 第107回）+ 特典DVD |        |
| 11月8日  | BELOVED MEMORIES SEASIDE LIVE FES 2017〜RAINBOW〜             | オーディオCD（楽曲5曲）+ MP3CD（過去放送第108回 - 第115回）           |        |
| 12月9日  | BELOVED MEMORIES 1st MEMORIES〜Pleasure                       | 同名ライブイベントに向けて制作されたオリジナル楽曲アルバム            |        |
| 12月9日  | BELOVED MEMORIESカウントダウンCD2017                          | 番組とともにカウントダウンをして年越しを迎えることが出来るCD          |        |

### グッズ
| 販売日            | グッズ名                                           | 備考                                                                                |        |
| 2016年            | 2016年                                             | 2016年                                                                              | 2016年 |
| ----------------- | -------------------------------------------------- | ----------------------------------------------------------------------------------- | ------ |
| 3月6日            | BELOVED MEMORIES セレナーデTシャツ                 | 『BELOVED MEMORIES 〜癒しのセレナーデ〜』会場販売（5点セット販売で缶バッジ3種付き） |        |
| 3月6日            | BELOVED MEMORIES セレナーデトートバッグ            | 『BELOVED MEMORIES 〜癒しのセレナーデ〜』会場販売（5点セット販売で缶バッジ3種付き） |        |
| 3月6日            | BELOVED MEMORIES セレナーデタンブラー              | 『BELOVED MEMORIES 〜癒しのセレナーデ〜』会場販売（5点セット販売で缶バッジ3種付き） |        |
| 3月6日            | BELOVED MEMORIES 特製ピルケース                    | 『BELOVED MEMORIES 〜癒しのセレナーデ〜』会場販売（5点セット販売で缶バッジ3種付き） |        |
| 3月6日            | BELOVED MEMORIES 特製ペットボトルホルダー          | 『BELOVED MEMORIES 〜癒しのセレナーデ〜』会場販売（5点セット販売で缶バッジ3種付き） |        |
| 11月13日          | BELOVED MEMORIES 特製Tシャツ（2種）                | 『BELOVED MEMORIES〜木漏れ日の輪舞曲〜』会場販売（セット販売で割引）                |        |
| 11月13日          | BELOVED MEMORIES 特製パーカー                      | 『BELOVED MEMORIES〜木漏れ日の輪舞曲〜』会場販売（セット販売で割引）                |        |
| 11月13日          | 木漏れ日の輪舞曲 トートバッグ                      | 『BELOVED MEMORIES〜木漏れ日の輪舞曲〜』会場販売（セット販売で割引）                |        |
| 11月13日          | 木漏れ日のポーチ                                   | 『BELOVED MEMORIES〜木漏れ日の輪舞曲〜』会場販売（セット販売で割引）                |        |
| 11月13日          | 木漏れ日のハンドタオル                             | 『BELOVED MEMORIES〜木漏れ日の輪舞曲〜』会場販売（セット販売で割引）                |        |
| 11月13日          | 木漏れ日のブランケット                             | 『BELOVED MEMORIES〜木漏れ日の輪舞曲〜』会場販売（セット販売で割引）                |        |
| 12月10日          | BELOVED MEMORIES アクリルキーホルダー              | 『SEASIDE LIVE FES 2016（前日祭含む）』会場販売                                     |        |
| 2017年            |                                                    |                                                                                     |        |
| 1月23日 - 3月31日 | オリジナルデザインキャッシュカード                 | 静岡銀行インターネット支店の総合口座「しずぎんWebWallet」期間内開設者への特典       |        |
| 1月23日 - 3月31日 | 特典CD                                             | 静岡銀行インターネット支店の総合口座「しずぎんWebWallet」期間内開設者への特典       |        |
| 7月23日           | BELOVED MEMORIES Tシャツ                           | 『BELOVED MEMORIES〜彩虹のフェイク〜』会場販売                                      |        |
| 7月23日           | BELOVED MEMORIES マフラータオル                    | 『BELOVED MEMORIES〜彩虹のフェイク〜』会場販売                                      |        |
| 7月23日           | BELOVED MEMORIES ショルダーバッグ                  | 『BELOVED MEMORIES〜彩虹のフェイク〜』会場販売                                      |        |
| 7月23日           | BELOVED MEMORIES ブレスレット                      | 『BELOVED MEMORIES〜彩虹のフェイク〜』会場販売                                      |        |
| 7月23日           | BELOVED MEMORIES メガネケース                      | 『BELOVED MEMORIES〜彩虹のフェイク〜』会場販売                                      |        |
| 7月23日           | BELOVED MEMORIES アクリルキーホルダー（2個セット） | 『BELOVED MEMORIES〜彩虹のフェイク〜』会場販売                                      |        |
| 12月9日           | BELOVED MEMORIES マルチケース                      | 『SEASIDE LIVE FES 2017（前日祭含む）』会場販売                                     |        |